# Pedersöre
Pedersöre (Pedersören kunta en finnois) est une municipalité de l'ouest de la Finlande, sur la côte du Golfe de Botnie, dans la région d'Ostrobotnie.

## Géographie
Comme toutes les communes de la région, elle compte une large majorité de suédophones.
En 2020, 88,5 % des habitants ont, pour langue maternelle, le suédois et 8,5 % des habitants ont le finnois, à peine plus que le minimum requis pour que la commune reste bilingue
La commune rurale, formée par la réunion de plusieurs villages, entoure la ville de Jakobstad. La ville fut fondée en 1652 comme port de la paroisse de Pedersöre, suédois pour « Île de Peder ». Le nom finnois de Jakobstad, Pietarsaari, n'est d'ailleurs qu'une déformation de Pedersöre. La commune rurale a ensuite par extension pris le nom finnois de municipalité rurale de Pietarsaari qu'elle a gardé jusqu'en 1989, avant de reprendre son nom suédois historique.
Pedersöre s'est nettement agrandie en 1977 avec l'annexion des municipalités rurales de Purmo et d'Esse. Aucun des 19 villages n'émerge véritablement, les plus gros centres de population, Kållby et Ytteresse, ne regroupant que guère plus de 10 % des habitants de la commune chacun, et le centre administratif Bennäs seulement 6 %.

Fusions de communes dans la sous-région de Jakobstad. La commune rurale de Pedesöre intègre Purmo et Ähtävä en 1977. Et une partie de la commune rurale de Pedesöre est alors rattachée à Pietarsaari.

La commune est traversée par la route nationale 8, le grand axe de l'ouest du pays reliant Turku à Oulu. Le relief est pratiquement absent, et l'ouverture sur le golfe de Botnie se limite à une section de quelques kilomètres face à l'île-commune de Larsmo.
Outre Jakobstad au nord-ouest, les municipalités voisines sont Kronoby au nord et à l'est, Nykarleby au sud-ouest, mais aussi en Ostrobotnie du Sud Evijärvi au sud-est et Kortesjärvi au sud.

## Démographie
Depuis 1980, la démographie de Pedersöre a évolué comme suit, :
| Année      | 1980  | 1985  | 1990  | 1995   | 2000   | 2005   |
| ---------- | ----- | ----- | ----- | ------ | ------ | ------ |
| population | 8 696 | 9 311 | 9 874 | 10 131 | 10 258 | 10 566 |

| Année      | 2010   | 2015   | 2020   |
| ---------- | ------ | ------ | ------ |
| population | 10 893 | 11 067 | 11 094 |

## Politique et administration

### Conseil municipal
Les sièges des 35 conseillers municipaux sont répartis comme suit:
| Parti     | Parti                              | Sièges 2021–2025 |
| --------- | ---------------------------------- | ---------------- |
|           | Parti social-démocrate de Finlande | 3                |
|           | Ligue verte                        | 0                |
|           | Suomen ruotsalainen kansanpuolue   | 21               |
|           | Chrétiens-démocrates               | 11               |
| Sources : |                                    |                  |

### Subdivisions administratives
Pedersöre compte 8 agglomérations : Kolppi, Pietarsaaren keskustaajama, Pännäinen, Ähtävä,	Purmo,	Forsby,	Lillby et Lepplax.
Pedersöre regroupe aussi les villages :
- Ala-Purmo (Nederpurmo)
- Ala-Ähtävä (Ytteresse)
- Edsevö
- Forsby
- Hietasalmi (Sandsund)
- Karby
- Katternö (ex. Katteri)
- Kirkonkylä (Kyrkoby)
- Kolppi (Kållby)
- Lepplax (ex. Leppälaksi)
- Lövö (aup. Lehtisalo)
- Purokylä (Bäckby)
- Pännäinen (Bennäs)
- Salonkylä (Lappfors)
- Sundby
- Västersund
- Yli-Purmo (Överpurmo)
- Yli-Ähtävä (Överesse)
- Östensö

## Personnalités
- Nina Holmén, coureuse
- Fredrik Norrena, joueur de hockey
- Jacob Rijf, bâtisseur d'église